# Anthony Havelock-Allan
Sir Anthony Havelock-Allan (Darlington, 28 febbraio 1904 – Londra, 11 gennaio 2003) è stato un produttore cinematografico e sceneggiatore britannico.
Collaborò a diversi film di David Lean, fra i quali  Breve incontro (1945), Grandi speranze (1946) e Le avventure di Oliver Twist (1948), e fu candidato due volte all'Oscar.

## Biografia
Nato nella residenza familiare Blackwell Grange, nei pressi di Darlington, studiò alla Charterhouse School e successivamente in Svizzera. Prima di diventare produttore cinematografico svolse varie attività, come agente di cambio, gioielliere e manager della Brunswick Gramophone Company. Nel 1933, Havelock-Allan entrò come direttore del cast e assistente alla produzione ai British and Dominions Imperial Studios. Nel 1939 sposò l'attrice Valerie Hobson (dalla quale divorziò nel 1952). 
Collaborò con Noël Coward alla produzione di Eroi del mare (1942) e, sempre nel 1942, collaborò con Leslie Howard curando la regia del cortometraggio di propaganda From the Four Corners. Nel 1943 fondò la sua casa di produzione cinematografica, Cineguild. Con Noel Coward e con Ronald Neame, produsse  Breve incontro di David Lean. Con Neame si occupò anche della produzione  Grandi speranze (1946). Per entrambi i film fu candidato all'Oscar alla migliore sceneggiatura non originale.
Dopo aver prodotto alcuni film di Anthony Asquith e riedizioni di classici shakespeariani come l'Otello del 1965 e Romeo e Giulietta di Franco Zeffirelli (1968), la sua ultima produzione, La figlia di Ryan (1970), lo riunì ancora una volta a David Lean.

## Filmografia parziale

### Produttore
- The Secret Voice, regia di George Pearson (1936)
- Eroi del mare (In Which We Serve), regia di Noël Coward (1942) - (produttore associato)
- Breve incontro (Brief Encounter), regia di David Lean (1945)
- Grandi speranze (Great Expectations), regia di David Lean (1946) - (produttore esecutivo)
- Giovani amanti (The Young Lovers), regia di Anthony Asquith (1954)
- Ordine di uccidere (Orders to Kill), regia di Anthony Asquith (1958)
- Otello, regia di Patrick Barton, Stuart Burge e John Dexter (1965)
- Romeo e Giulietta (Romeo and Juliet), regia di Franco Zeffirelli (1968)
- La figlia di Ryan (Ryan's Daughter), regia di David Lean (1970)

### Sceneggiatore
- La famiglia Gibbon (This Happy Breed), regia di David Lean (1944)
- Breve incontro (Brief Encounter), regia di David Lean (1945)
- Spirito allegro (Blithe Spirit), regia di David Lean (1945)
- Grandi speranze (Great Expectations), regia di David Lean (1946)

### Regista
- From the Four Corners – cortometraggio (1942)

## Ascendenza
|                                   |                               |                                           | Genitori                                  |  |  | Nonni |  |  | Bisnonni       |  |  | Trisnonni        |  |
|                                   |                               |                                           |                                           |  |  |       |  |  | Henry Havelock |  |  | William Havelock |  |
|                                   |                               |                                           |                                           |  |  |       |  |  | Henry Havelock |  |  | William Havelock |  |
|                                   |                               | Jane Carter                               |                                           |  |  |       |  |  | Henry Havelock |  |  |                  |  |
| Henry Havelock-Allan, I baronetto |                               |                                           |                                           |  |  |       |  |  | Henry Havelock |  |  |                  |  |
|                                   |                               | Hannah Shepherd Marshman                  | Joshua Marshman                           |  |  |       |  |  |                |  |  |                  |  |
|                                   |                               | Hannah Shepherd Marshman                  | Joshua Marshman                           |  |  |       |  |  |                |  |  |                  |  |
|                                   |                               | Hannah Shepherd Marshman                  | Hannah Shepherd                           |  |  |       |  |  |                |  |  |                  |  |
| Allan Havelock-Allan              |                               | Hannah Shepherd Marshman                  |                                           |  |  |       |  |  |                |  |  |                  |  |
|                                   |                               | Henry Reynolds-Moreton, II conte di Ducie | Thomas Reynolds-Moreton, I conte di Ducie |  |  |       |  |  |                |  |  |                  |  |
|                                   |                               | Henry Reynolds-Moreton, II conte di Ducie | Thomas Reynolds-Moreton, I conte di Ducie |  |  |       |  |  |                |  |  |                  |  |
|                                   |                               | Henry Reynolds-Moreton, II conte di Ducie | Frances Herbert                           |  |  |       |  |  |                |  |  |                  |  |
| Alice Reynolds-Moreton            |                               | Henry Reynolds-Moreton, II conte di Ducie |                                           |  |  |       |  |  |                |  |  |                  |  |
|                                   |                               | Elizabeth Dutton                          | John Dutton, II barone Sherborne          |  |  |       |  |  |                |  |  |                  |  |
|                                   |                               | Elizabeth Dutton                          | John Dutton, II barone Sherborne          |  |  |       |  |  |                |  |  |                  |  |
|                                   |                               | Elizabeth Dutton                          | Mary Legge                                |  |  |       |  |  |                |  |  |                  |  |
| Anthony Havelock-Allan            |                               | Elizabeth Dutton                          |                                           |  |  |       |  |  |                |  |  |                  |  |
|                                   | William Chaytor, II baronetto | William Chaytor, I baronetto              |                                           |  |  |       |  |  |                |  |  |                  |  |
|                                   | William Chaytor, II baronetto | William Chaytor, I baronetto              |                                           |  |  |       |  |  |                |  |  |                  |  |
|                                   | William Chaytor, II baronetto | Isabella Carter                           |                                           |  |  |       |  |  |                |  |  |                  |  |
| William Chaytor, III baronetto    | William Chaytor, II baronetto |                                           |                                           |  |  |       |  |  |                |  |  |                  |  |
|                                   |                               | Annie Lacy                                | …                                         |  |  |       |  |  |                |  |  |                  |  |
|                                   |                               | Annie Lacy                                | …                                         |  |  |       |  |  |                |  |  |                  |  |
|                                   |                               | Annie Lacy                                | …                                         |  |  |       |  |  |                |  |  |                  |  |
| Anne Julia Chaytor                |                               | Annie Lacy                                |                                           |  |  |       |  |  |                |  |  |                  |  |
|                                   |                               | Henry van Straubenzee                     | Thomas van Straubenzee                    |  |  |       |  |  |                |  |  |                  |  |
|                                   |                               | Henry van Straubenzee                     | Thomas van Straubenzee                    |  |  |       |  |  |                |  |  |                  |  |
|                                   |                               | Henry van Straubenzee                     | Maria Bowen                               |  |  |       |  |  |                |  |  |                  |  |
| Mary van Straubenzee              |                               | Henry van Straubenzee                     |                                           |  |  |       |  |  |                |  |  |                  |  |
|                                   |                               | Henrietta Wrottesley                      | John Wrottesley, I barone Wrottesley      |  |  |       |  |  |                |  |  |                  |  |
|                                   |                               | Henrietta Wrottesley                      | John Wrottesley, I barone Wrottesley      |  |  |       |  |  |                |  |  |                  |  |
|                                   |                               | Henrietta Wrottesley                      | Caroline Bennet                           |  |  |       |  |  |                |  |  |                  |  |
|                                   |                               | Henrietta Wrottesley                      |                                           |  |  |       |  |  |                |  |  |                  |  |

## Fonti
- Necrologio pubblicato sul Daily Telegraph, 14 gennaio 2003
- Necrologio pubblicato su The Guardian, 14 gennaio 2003
- Tributo a Sir Anthony Havelock-Allan della British Academy of Film and Television Arts